# 第49回日劇學院賞
←第48回 - 第49回 - 第50回→
第49回日劇學院賞，針對2006年4月到6月在日本播出的連續劇做出投票與評比。

## 最優秀作品賞
1. 醫龍 Team Medical Dragon
2. 詐欺獵人
3. 垃圾律師
4. 愛上恐龍妹
5. 街頭律師

- 讀者票：1.詐欺獵人；2.愛上恐龍妹；3.醫龍
- 記者票：1.垃圾律師；2.醫龍；3.愛上恐龍妹
- 評審票：1.醫龍；2.街頭律師；3.垃圾律師

## 主演男優賞
1. 豐川悅司（垃圾律師）
2. 山下智久（詐欺獵人）
3. 坂口憲二（醫龍）

- 讀者票：1.山下智久（詐欺獵人）；2.豐川悅司（垃圾律師）；3.坂口憲二（醫龍）
- 記者票：1.豐川悅司（垃圾律師）；2.坂口憲二（醫龍）；3.稲垣吾郎（愛上恐龍妹）
- 評審票：1.豐川悅司（垃圾律師）；2.坂口憲二（醫龍）；3.山下智久（詐欺獵人）

## 主演女優賞
1. 天海祐希（主播台女王）
2. 上戶彩（空姐特訓班）
3. 江角真紀子（街頭律師）

- 讀者票：1.天海祐希（主播台女王）；2.上戶彩（空姐特訓班）；3.深田恭子（富豪刑事）
- 記者票：1.天海祐希（主播台女王）；2.上戶彩（空姐特訓班）；3.江角真紀子（街頭律師）
- 評審票：1.天海祐希（主播台女王）；2.江角真紀子（街頭律師）；3.上戶彩（空姐特訓班）

## 助演男優賞
1. 伊藤英明（垃圾律師）
2. 古田新太（辣妹掌門人）
3. 小池徹平（醫龍）

- 讀者票：1.伊藤英明（垃圾律師）；2.錦戸亮（空姐特訓班）；3.山崎努（詐欺獵人）
- 記者票：1.伊藤英明（垃圾律師）；2.小池徹平（醫龍）；3.古田新太（辣妹掌門人）
- 評審票：1.伊藤英明（垃圾律師）；2.古田新太（辣妹掌門人）；3.北村一輝（醫龍）、阿部貞夫（醫龍）、山本耕史（街頭律師）、山崎努（詐欺獵人）

## 助演女優賞
1. 堀北真希（詐欺獵人）
2. 村上知子（愛上恐龍妹）
3. 矢田亞希子（主播台女王）

- 讀者票：1.堀北真希（詐欺獵人）；2.村上知子（愛上恐龍妹）；3.矢田亞希子（主播台女王）
- 記者票：1.堀北真希（詐欺獵人）；2.戶田惠梨香（辣妹掌門人）；3.村上知子（愛上恐龍妹）
- 評審票：1.村上知子（愛上恐龍妹）；2.堀北真希（詐欺獵人）；3.矢田亞希子（主播台女王）

## 監督賞
1. 久保田哲史等（醫龍 Team Medical Dragon）
2. 今井夏木、酒井聖博、竹村謙太郎、森嶋正也（垃圾律師）

## 腳本賞
1. 井上由美子（街頭律師）
2. 荒井修子、瀧本智行（垃圾律師）

## 新人俳優賞
1. 村上知子（愛上恐龍妹）
2. 星野亞希（垃圾律師）

## 音樂賞
1. 河野伸、澤野弘之（醫龍 Team Medical Dragon）
2. 住友紀人（愛上恐龍妹）

## 片頭賞
- 空姐特訓班